# Illiesoperla australis
Illiesoperla australis är en bäcksländeart som först beskrevs av Tillyard 1924.  Illiesoperla australis ingår i släktet Illiesoperla och familjen Gripopterygidae. Inga underarter finns listade i Catalogue of Life.